# ساز و سخن
ساز و سخن نام برنامه‌ای رادیویی است که طی سالهای ۱۳۳۷ تا ۱۳۳۸ از شبکهٔ رادیویی تهران پخش می‌شده است. نویسندهٔ این برنامه روح‌الله خالقی بوده است. محتوای این برنامهٔ توضیح و معرفی گوشه‌ها و مایه‌های موسیقی ایرانی بود. پس از این معرفی، نوازنده‌ای با تار قطعاتی می‌نواخت.
همچنین، متن این برنامه در شماره‌های ۸ تا ۱۸ مجلهٔ موسیقی رادیو به چاپ رسیده است.